# Santo Antônio do Sudoeste
Santo Antônio do Sudoeste est une municipalité brésilienne située dans l'État du Paraná.